# 뉴욕 소방청
뉴욕 소방청(영어: New York City Fire Department 뉴욕시티 파이어 디파트먼트[*], FDNY)은 뉴욕의 소방 기관이다. 본부는 브루클린의 9메트로 테크센터 내에 있다. 뉴욕의 5개 행정구의 주민들에게 응급 처치를 제공하고 화재 위험과 그에 따른 시민의 생명과 재산의 보호를 임무로 하는 기관이다. 또한 전염병 등 생물학적 위험에 대한 임시 조치 및 위험을 줄 수 있는 화학 물질 그리고 방사성 물질 등의 제거도 하고 있다. 뉴욕 소방청은 약 11,400명의 소방관과 직원을 거느리고 있으며, 조직의 규모는 미국 최대, 도쿄 소방청에 이어 세계 제 2위이다. 뉴욕은 도심인구가 미국 최대이며, 미국에서 꽤 오래된 역사를 가진 도시로, 이에 따라 뉴욕 소방청이 지원하는 범위는 매우 넓다. 일반 목조 주택과 수십년된 아파트, 2차 세계대전전부터 전후까지 지어진 수많은 마천루 많은 터널과 다리, 넓은 공원과 숲, 세계 최고의 규모를 자랑하는 뉴욕의 지하철 망 등 다양한 현장에서의 해결을 요구된다. 이 같은 다양한 종류의 재난 구호 활동의 경험에서, 뉴욕의 소방관은 "미국에서 가장 용감한 소방관"이라는 모토를 가지고 있다.

## 같이 보기
- 세계 무역 센터의 붕괴